# Hubei Wuhan Zhiye Zuqiu Julebu
L'Hubei Wuhan Zhiye Zuqiu Julebu (湖北武汉职业足球俱乐部S, Húběi Wǔhàn Zhíyè Zúqiú JùlèbùP), a volte tradotto come Hubei Wuhan Professional Football Club e noto anche come Wuhan Optics Valley Football Club, è stata una società calcistica cinese di Wuhan, città della provincia di Hubei. 
Ha militato nella Chinese Super League, la massima divisione del campionato cinese. Lo stadio di casa della squadra era lo Xinhua Road Sports Center, mentre le partite importanti venivano giocate al Wuhan Sports Center. Precedentemente era la squadra di Hubei, quando il Wuhan Optics Valley fu fondato a febbraio 1994. I loro tifosi vengono principalmente dalla provincia di Hubei e hanno solidi supporti dalla città di Wuhan, Ezhou, Huangshi e Xiaogan. Nel 2008 la squadra smise di giocare per protesta contro una punizione da parte della lega ritenuta ingiusta.

## Denominazione
- Dal 1951 al 1955: Zhongnan Xingzheng Da Qu Zuqiu Dui (中南行政大区足球队S; Central South Administrative Region Football Team)
- Dal 1955 al 1959: Wuhan Tiyuan Dui (武汉体院队S; Wuhan Sports Academy)
- Dal 1960 al 1994: Hubei Zuqiu Dui (湖北足球队S; Hubei Football Team)
- Dal 1994 al 1995: Wugang Zhiye Zuqiu Julebu (武钢职业足球俱乐部S; Wuhan Steelworks Football Club)
- Nel 1996: Wuhan Meierya Zhiye Zuqiu Julebu (武汉美尔雅职业足球俱乐部S; Hubei Meierya Football Club)
- Nel 1997: Hubei Wuhan Yaqi Zhiye Zuqiu Julebu (湖北武汉雅琪职业足球俱乐部S; Wuhan Yaqi Football Club)
- Nel 1998: Wuhan Hongjinlong Zuqiu Julebu (武汉宏金龙足球俱乐部S; Wuhan Hongjinlong Football Club)
- Dal 1999 al 2000: Hubei Wuhan Hongtao K Zhiye Zuqiu Julebu (湖北武汉红桃K职业足球俱乐部S; Wuhan Hongtao Football Club)
- Nel 2001: Wuhan Hongjinlong Zuqiu Julebu (武汉宏金龙足球俱乐部S; Wuhan Hongjinlong Football Club)
- Nel 2002: Wuhan Donghu Gaoke Zuqiu Julebu (武汉东湖高科足球俱乐部S; Wuhan East Lake High Tech Football Club)
- Nel 2003: Wuhan Guoce Lanxing Zuqiu Julebu (武汉国策蓝星足球俱乐部S; Wuhan National Strategy Blue Star Football Club)
- Dal 2004 al 2005: Wuhan Huanghelou Zuqiu Julebu (武汉黄河楼足球俱乐部S; Wuhan Huanghelou Football Club)
- Dal 2006 al 2007: Wuhan Guanggu Zuqiu Julebu (武汉光谷足球俱乐部S; Wuhan Optics Valley Football Club)
- Nel 2008: Hubei Wuhan Zhiye Zuqiu Julebu (湖北武汉职业足球俱乐部S; Hubei Wuhan Professional Football Club)

## Palmarès

### Competizioni nazionali
- Coppa della Super League: 1

2005
- China League One: 3

1980, 1997, 2004

### Altri piazzamenti
- Campionato cinese:

Secondo posto: 1982, 1986
- Coppa della Cina:

Semifinalista: 2001
- China League One:

Terzo posto: 1995, 2002